# 光へ -classical & crossover-
『光へ -classical & crossover- 』（ひかりへ クラシカル・アンド・クロスオーバー）は、安倍なつみのカバーアルバム。

## 解説
これまで所属してきたアップフロントワークスから日本コロムビアへの一時移籍後に発売された、安倍初となるクラシカル・クロスオーバー・カバー・アルバム。

## 制作
本作の発売は2014年の8月25日に解禁された。
安倍は2004年1月にモーニング娘。を卒業後、これまでのアイドル歌手活動から一転、数々の舞台・ミュージカルに出演。その中でクラシカルな発声の歌唱法を習得していった。
本作発売経緯は2013年11月に開催された故・本田美奈子.のメモリアル・コンサートに出演者の一人として安倍がミュージカル楽曲を歌唱したところ、会場に来ていた日本コロムビアのクラシック部門のプロデューサー岡野博行の目に留まった。
本作制作の話を受けた安倍は、巡ってきたチャンスの大きさに驚きと感動を感じながらも、全身全霊で臨むと強い意思表示をした。
本作はオリジナルの新曲「光へ」、ボーナス・トラック「白のワルツ」を含めた全12曲を収録。安倍のキャリア初となるアナログ盤も制作された。初回限定盤の特典DVDには、東京フィルハーモニー交響楽団と共演した「夢やぶれて」、「光へ」のミュージック・ビデオ、本作のYouTubeチャンネルで配信されている本作の制作ドキュメント映像の完全版が収録されている。
本作で第56回日本レコード大賞企画賞を受賞した。

## リリース形態
CD+DVDの初回限定盤、CD通常盤、アナログ盤の3形態で発売された。

## 収録曲

### CD
1. Stand Alone
  - 作詞：小山薫堂 作曲：久石譲
  - NHKスペシャルドラマ「坂の上の雲」より
2. ローズ
  - 訳詞：吉元由美 作詞・作曲：アマンダ・マクブルーム 編曲：青山政憲
  - 映画「The Rose」より
3. 夢やぶれて 
  - 訳詞：岩谷時子
  - 作詞：アラン・ブーブリル,ジャン=マルク・ナテル,ハーバート・クレッツマー
  - 作曲：クロード＝ミシェル・シェーンベルク
  - ミュージカル「レ・ミゼラブル」より
4. カーネーション
  - 作詞・作曲：椎名林檎 編曲：青山政憲
  - NHK連続テレビ小説「カーネーション」より
5. サリー・ガーデン ～風と少女～
  - 作詞：Asu 作曲：不詳 編曲：青山政憲
  - アイルランド民謡
6. グリーンスリーヴス ～永遠～
  - 作詞：吉元由美 作曲：不詳 編曲：青山政憲
  - イングランド民謡
7. 私だけに
  - 訳詞：小池修一郎
  - 作詞・作曲：ミヒャエル・クンツェ,シルヴェスター・リーヴァイ
  - ミュージカル「エリザベート」より
8. オン・マイ・オウン
  - 訳詞：岩谷時子
  - 作詞：アラン・ブーブリル,ジャン=マルク・ナテル,ハーバート・クレッツマー,ジョン・ケアード,トレヴァー・ナン
  - 作曲：クロード＝ミシェル・シェーンベルク
  - ミュージカル「レ・ミゼラブル」より
9. この祈り ～ザ・プレイヤー～ with 望月哲也
  - 訳詞：吉元由美
  - 作詞・作曲：デイヴィッド・フォスター・キャロル・ベイヤー・セイガー
  - アンドレア・ボチェッリとセリーヌ・ディオンのデュエット楽曲[9]
10. 夢はひそかに
  - 訳詞：漣健児
  - 作詞・作曲：マック・デイヴィッドジェリー・リヴィングストン,アル・ホフマン
  - 映画「シンデレラ」より
11. 光へ
  - 作詞：吉元由美 作曲：村松崇継 編曲：青山政憲
  - 当アルバム唯一のオリジナル楽曲。
12. 白のワルツ 【BONUS TRACK for CHRISTMAS】
  - 作詞・作曲：布袋寅泰 編曲：青山政憲
  - CDのみ特別収録される今井美樹の1997年発表楽曲のカバー。

### DVD（初回限定盤CD同梱）
1. 光へ　ミュージック・ビデオ
2. 夢やぶれて　ミュージック・ビデオ
3. 『光へ -classical & crossover-』制作ドキュメント映像(Full Version)

### SIDE-A
1. Stand Alone
2. ローズ
3. 夢やぶれて
4. カーネーション
5. サリー・ガーデン ～風と少女～
6. グリーンスリーヴス ～永遠～

### SIDE-B
1. 私だけに
2. オン・マイ・オウン
3. この祈り ～ザ・プレイヤー～ with 望月哲也
4. 夢はひそかに
5. 光へ